# Guy Henniart

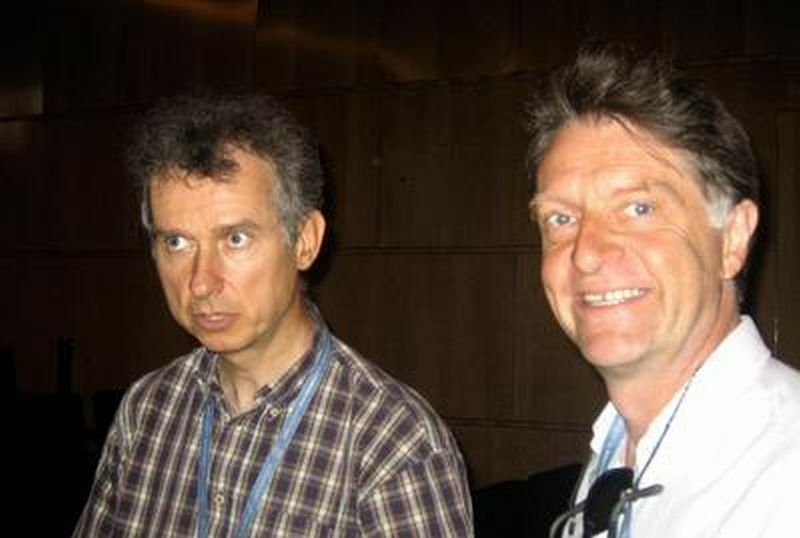
Henniart (rechts) met Le Gall (links) op het Internationaal Wiskundecongres in Madrid (2006).

Guy Henniart (Santes, 1953) is een Franse wiskundige die werkzaam is aan de Universiteit Parijs-Zuid 11. Hij staat bekend om zijn bijdragen aan de Langlands-programma, in het bijzonder zijn bewijs van het  lokale Langlands-vermoeden voor GL(n) over een p-adisch lokaal veld - onafhankelijk van het bewijs van Harris en Taylor in 1998.
Henniart behaalde zijn doctoraat aan de Universiteit van Parijs V in 1978 onder supervisie van Pierre Cartier. Henniart is lid van Nicolas Bourbaki.

## Voetnoten
1. ↑  (fr)  Henniart, Guy (1999). Une preuve simple des conjectures de Langlands pour GL(n) sur un corps p-adique. Inventiones Mathematicae 139 (2): 439–455.